# Naczęsława
Naczęsława – staropolskie imię żeńskie, złożone z członów Naczę- ("zacząć") i -sława ("sława"). Być może oznaczało "tę, która zapoczątkowuje sławę". 
Naczęsława imieniny obchodzi 22 lipca.
Męskie odpowiedniki: Naczęsław, Nacsław, Nacław.